# Virginia De Martin Topranin
Virginia De Martin Topranin (San Candido, 20 agosto 1987) è un'ex fondista italiana.

## Biografia
Originaria di Padola di Comelico Superiore, in Coppa del Mondo ha esordito il 26 novembre 2010 a Kuusamo (73ª) e ha ottenuto il primo podio il 19 dicembre 2010 a La Clusaz (2ª).
In carriera ha preso parte a un'edizione dei Giochi olimpici invernali, Soči 2014 (42ª nello skiathlon, 8ª nella staffetta), e a quattro dei Campionati mondiali (8ª nella staffetta a Val di Fiemme 2013 il miglior risultato).

## Palmarès

### Universiadi
- 1 medaglia:
  - 1 bronzo (5 km TC a Erzurum 2011)

### Coppa del Mondo
- Miglior piazzamento in classifica generale: 28ª nel 2016
- 1 podio (a squadre):
  - 1 secondo posto

### Campionati italiani
- 8 medaglie:
  -  3 ori (5 km TC, 10 km TL, sprint TC nel 2012)
  -  3 argenti (30 km TL, 30 km MS, Gundersen nel 2012)
  -  2 bronzi (30 km TC nel 2009; sprint nel 2011)[senza fonte]